# Campionati norvegesi di sci alpino 2006
I Campionati norvegesi di sci alpino 2006 si sono svolti a Narvik dal 22 al 26 marzo. Il programma ha incluso gare di discesa libera, supergigante, slalom gigante, slalom speciale e combinata, tutte sia maschili sia femminili.
Trattandosi di competizioni valide anche ai fini del punteggio FIS, hanno potuto partecipare anche sciatori di altre federazioni, senza che questo consentisse loro di concorrere al titolo nazionale norvegese.

## Risultati

### Uomini

#### Discesa libera
| Pos. | Atleta                  | Nazione  | Tempo   |
| ---- | ----------------------- | -------- | ------- |
| 1    | Aksel Lund Svindal      | Norvegia | 1:08,62 |
| 2    | Bjarne Solbakken        | Norvegia | 1:08,91 |
| 3    | Andreas Løchen          | Norvegia | 1:09.55 |
| 4    | Petter Brenna           | Norvegia | 1:10,12 |
| 5    | Audun Grønvold          | Norvegia | 1:10,15 |
| 6    | Lars Elton Myhre        | Norvegia | 1:10,16 |
| 7    | Andreas Kilde           | Norvegia | 1:10,23 |
| 8    | Ole Magnus Kulbeck      | Norvegia | 1:10,24 |
| 9    | Leif Kristian Haugen    | Norvegia | 1:10,63 |
| 10   | John-Christian Eriksson | Norvegia | 1:10,65 |

Data: 22 marzo

#### Supergigante
| Pos. | Atleta                  | Nazione  | Tempo |
| ---- | ----------------------- | -------- | ----- |
| 1    | Aksel Lund Svindal      | Norvegia | 52,07 |
| 2    | Bjarne Solbakken        | Norvegia | 52,57 |
| 3    | Andreas Løchen          | Norvegia | 53,10 |
| 4    | Ole Magnus Kulbeck      | Norvegia | 53,29 |
| 5    | Lars Elton Myhre        | Norvegia | 53,45 |
| 6    | John-Christian Eriksson | Norvegia | 53,59 |
| 7    | Einar Vegsundvåg        | Norvegia | 53,71 |
| 8    | Dag Sandvik             | Norvegia | 53,88 |
| 9    | Audun Grønvold          | Norvegia | 53,92 |
| 9    | Hermann Haver-Mathiesen | Norvegia | 53,92 |

Data: 24 marzo

#### Slalom gigante
| Pos. | Atleta               | Nazione  | Tempo   |
| ---- | -------------------- | -------- | ------- |
| 1    | Aksel Lund Svindal   | Norvegia | 2:21,25 |
| 2    | Andreas Nilsen       | Norvegia | 2:22,30 |
| 3    | Leif Kristian Haugen | Norvegia | 2:22,67 |
| 4    | Bjarne Solbakken     | Norvegia | 2:23,52 |
| 5    | Andreas Løchen       | Norvegia | 2:23,85 |
| 6    | Christian Mithassel  | Norvegia | 2:24,45 |
| 7    | Petter Brenna        | Norvegia | 2:24,58 |
| 8    | Markus Nilsen        | Norvegia | 2:24,70 |
| 9    | Mikkel Bjørge        | Norvegia | 2:24,71 |
| 10   | Lars Elton Myhre     | Norvegia | 2:25,68 |

Data: 25 marzo

#### Slalom speciale
| Pos. | Atleta                  | Nazione   | Tempo   |
| ---- | ----------------------- | --------- | ------- |
| 1    | Aksel Lund Svindal      | Norvegia  | 1:44,69 |
| 2    | Jonathan Nordbotten     | Norvegia  | 1:47,03 |
| 3    | Lars Elton Myhre        | Norvegia  | 1:48,15 |
| 4    | Leif Kristian Haugen    | Norvegia  | 1:48,35 |
| 5    | Mikkel Bjørge           | Norvegia  | 1:48,49 |
| 6    | Jon Masdal              | Norvegia  | 1:48,51 |
| 7    | Hermann Haver-Mathiesen | Norvegia  | 1:49,27 |
| 8    | Torjus Korgdahl         | Norvegia  | 1:49,54 |
| 9    | Morten Rue              | Norvegia  | 1:52,65 |
| 10   | Petteri Kantola         | Finlandia | 1:52,25 |

Data: 26 marzo

#### Combinata
| Pos. | Atleta             | Nazione  |
| ---- | ------------------ | -------- |
| 1    | Aksel Lund Svindal | Norvegia |
| 2    | Lars Elton Myhre   | Norvegia |
| 3    | Andreas Løchen     | Norvegia |

Data: 26 marzo

### Donne

#### Discesa libera
| Pos. | Atleta                      | Nazione  | Tempo   |
| ---- | --------------------------- | -------- | ------- |
| 1    | Anne Marie Müller           | Norvegia | 1:13,61 |
| 2    | Ingrid Busterud             | Norvegia | 1:16,03 |
| 3    | Anniken Krane Plener        | Norvegia | 1:16,07 |
| 4    | Ida Dillingøen              | Norvegia | 1:16,08 |
| 5    | Kristina Antonsen           | Norvegia | 1:16,18 |
| 6    | Linn Cecilie Mæhlum         | Norvegia | 1:16,18 |
| 7    | Kari Anne Haugstad Andersen | Norvegia | 1:16,76 |
| 8    | Christine Oma Nordstrøm     | Norvegia | 1:17,48 |
| 9    | Maria Hyll Bjerknes         | Norvegia | 1:17,68 |
| 10   | Ana Marie Stavrem           | Norvegia | 1:17,88 |

Data: 22 marzo

#### Supergigante
| Pos. | Atleta                      | Nazione  | Tempo |
| ---- | --------------------------- | -------- | ----- |
| 1    | Pia Nic Gundersen           | Norvegia | 56,66 |
| 2    | Anne Marie Müller           | Norvegia | 56,68 |
| 3    | Kaia Gulsvik                | Norvegia | 57,63 |
| 4    | Therese Neergaard           | Norvegia | 57,65 |
| 5    | Anniken Krane Plener        | Norvegia | 57,95 |
| 6    | Nina Løseth                 | Norvegia | 58,33 |
| 7    | Maria Hyll Bjerknes         | Norvegia | 58,59 |
| 8    | Kari Anne Haugstad Andersen | Norvegia | 58,60 |
| 9    | Ingrid Busterud             | Norvegia | 58,79 |
| 10   | Kristina Antonsen           | Norvegia | 58,92 |

Data: 24 marzo

#### Slalom gigante
| Pos. | Atleta             | Nazione  | Tempo   |
| ---- | ------------------ | -------- | ------- |
| 1    | Therese Neergaard  | Norvegia | 2:26,54 |
| 2    | Anne Marie Müller  | Norvegia | 2:27,18 |
| 3    | Karina Birkelund   | Norvegia | 2:28,72 |
| 4    | Pia Nic Gundersen  | Norvegia | 2:28,80 |
| 5    | Trine Bakke        | Norvegia | 2:28,88 |
| 6    | Tone Jersin Ansnes | Norvegia | 2:30,86 |
| 7    | Linn Vikre         | Norvegia | 2:34,37 |
| 8    | Martine Remsøy     | Norvegia | 2:34,51 |
| 9    | Ingrid Busterud    | Norvegia | 2:34,79 |
| 10   | Sanna Dregelid     | Norvegia | 2:35,60 |

Data: 25 marzo

#### Slalom speciale
| Pos. | Atleta             | Nazione  | Tempo   |
| ---- | ------------------ | -------- | ------- |
| 1    | Trine Bakke        | Norvegia | 1:26,67 |
| 2    | Anne Marie Müller  | Norvegia | 1:26,78 |
| 3    | Nina Løseth        | Norvegia | 1:29,01 |
| 4    | Karina Birkelund   | Norvegia | 1:30,40 |
| 5    | Therese Neergaard  | Norvegia | 1:31,28 |
| 6    | Tone Jersin Ansnes | Norvegia | 1:31,33 |
| 7    | Martine Remsøy     | Norvegia | 1:32,19 |
| 8    | Ida Steien Bjerka  | Norvegia | 1:35,13 |
| 9    | Ingrid Busterud    | Norvegia | 1:36,59 |
| 10   | Ana Maria Stavem   | Norvegia | 1:36,62 |

Data: 26 marzo

#### Combinata
| Pos. | Atleta               | Nazione  |
| ---- | -------------------- | -------- |
| 1    | Anne Marie Müller    | Norvegia |
| 2    | Ingrid Busterud      | Norvegia |
| 3    | Anniken Krane Plener | Norvegia |

Data: 26 marzo